# Космічна прив'язь
Космічні прив'язі — довгі канати, котрі можна використати для руху, обміну імпульсами, стабілізації і керування орієнтацією, або для підтримання взаємного розташування складових великої системи супутникових космічних кораблів з розосередженими давачами. Залежно від мети і висоти польоту, космічний політ з використанням цієї форми рушія космічного корабля, теоретично вважається значно дешевшим за космічний політ з використанням ракетних двигунів.

## Основні методи
Тросові супутники можуть бути використані з різною метою, в тому числі: дослідження тягових рушіїв, приливної стабілізації і орбітальної динаміки плазми. П'ять основних методів використання космічних прив'язей знаходяться в розробці.
Електродинамічні канати
Електродинамічні канати в основному, використовують для створення тяги. Це провідні канати, котрі за допомогою струму можуть виробляти тягу або спротив, відштовхуючись від планетарного магнітного поля, майже так само, як це робить електродвигун.
Імпульсно-обмінні канати
Це можуть бути або обертові  або необертові прив'язі, які захоплюють прибулий космічний корабель і потім випускають його на іншу орбіту з іншою швидкістю. Троси обміну імпульсом, можуть використовуватися для орбітального маневрування або як частина космічної транспортної системи з планетарною поверхнею на стаціонарну орбіту / на орбіту до швидкості вильоту.
Прив'язна формація, летюча
Зазвичай це непровідний канат, який точно підтримує задану відстань між декількома космічними апаратами, що летять в строю.
Електричне вітрило
Варіант сонячного вітрила з електрично зарядженою прив'яззю, який створює імпульс, відштовхуючись від іонів сонячного вітру.
Універсальна система орбітальної підтримки
Концепція для підвішування об'єкта на прив'язній орбіті в космосі.
Було запропоновано багато застосувань для космічних прив'язей, разом з розгортанням в якості космічних ліфтів, як Скайхукі і для виконання орбітальних передавань без використання ракетного пального.

## Історія
Костянтин Ціолковський одного разу запропонував вежу, настільки високу, що вона досягла-б космосу, так що вона буде утримуватися там обертанням Землі. Однак в той час не було реалістичного способу його побудувати.
1960 року в «Комсомольській правді» була оприлюднена стаття Юрія Арцутанова з докладним викладом ідеї розтяжного троса, який повинен бути прокладений від геосинхронного супутника вниз до землі і вгору, тримаючи кабель збалансованим. Це ідея космічного ліфта, тип синхронної прив'язі, яка обертається разом з землею. Однак, з огляду на технології матеріалів того часу, це також було непрактичним на Землі.
У 1970-х роках Джером Пірсон самостійно придумав ідею космічного ліфта, іноді званого синхронним тросом, і, зокрема, проаналізував місячний ліфт, який може проходити через точки L1 і L2, і було виявлено, що це вже можливо з матеріалами, наявними на той час.
У 1977 році Ханс Моравек і пізніше Роберт Форвард досліджували фізику несинхронних небесних скайхуків, також відомих як обертові небесні скайхуки, і виконали детальне моделювання конічних обертових прив'язей, які могли відривати об'єкти від поверхні і поміщати їх на Місяць, Марс та інші планети, з невеликими втратами або навіть чистим приростом енергії.
У 1979 році НАСА вивчило здійсненність цієї ідеї і дало напрям на вивчення прив'язних систем, особливо прив'язаних супутників.
1990 року Е. Сармонт запропонував не обертальний Орбітальний Скайхук для космічної транспортної системи зі швидкістю польоту від Землі до орбіти і швидкості його виходу в статті «Орбітальний Скайхук: доступ до космосу». У цій концепції суборбітальний ракета-носій буде летіти до нижнього кінця Скайхука, в той час як космічний корабель, що прямує на більш високу орбіту або повертається з більш високою орбіти, буде використовувати верхній кінець.
У 2000 році НАСА і Боїнг розглянули концепцію HASTOL, в якій обертається трос доправляння корисних вантажів з гіперзвукового літака (на половині орбітальної швидкості) на орбіту .

### Місії
Канатний супутник — це супутник, пов'язаний з іншим космічним канатом. Був запущений ряд супутників для тестування технологій прив'язі, з різним ступенем успіху.

## Типи
Існує багато різних (і частково схожих) типів прив'язей.

### Імпульсно-обмінні канати, що обертаються
Обмінно-імпульсні канати — одне з багатьох застосувань космічних прив'язей. Канати обміну імпульсами бувають двох типів: обертовий і необертовий. Обертовий канат створить контрольовану силу на кінцевих масах системи завдяки відцентровому прискоренню. Поки система прив'язі обертається, об'єкти на будь-якому кінці прив'язі будуть відчувати постійне прискорення; величина прискорення залежить від довжини троса і швидкості обертання. Обмін імпульсом відбувається, коли торцеве тіло вивільняється під час обертання. Передавання імпульсу звільненому об'єкту призведе до того, що обертовий канат втратить енергію, отже, втратить швидкість і висоту. Однак, використовуючи електродинамічне тягове зусилля або іонну тягу, система може потім заново посилити себе з невеликою витратою або без витрачення реакційної маси.

### Orbital Skyhook
Обертовий і припливно-стабілізований скайхук на орбіті.
Скайхук — це теоретичний клас рухомих по орбіті прив'язних канатів, призначених для піднімання корисних навантажень на великі висоти і швидкості. Пропозиції для Скайхука охоплюють проєкти, в яких використовуються прив'язні троси, що обертаються з гіперзвуковою швидкістю, для захоплення високошвидкісних корисних вантажів або висотних літаків і виведення їх на орбіту.

### Електродинамічний канат
Електродинамічні канати — це довгі провідні дроти, наприклад, розгорнуті зі супутника-троса, які можуть працювати на електромагнітних принципах як генератор шляхом перетворення їх кінетичної енергії на електричну енергію або в якості двигунів, перетворюючи електричну енергію на кінетичну енергію. Електричний потенціал генерується через провідний канат при його русі крізь магнітне поле Землі. Вибір металевого провідника для використання в електродинамічному тросі визначається безліччю чинників. До основних факторів зазвичай відносяться висока електропровідність і низька щільність. Вторинні фактори, залежно від застосування, стосуються вартості, міцності і температури плавлення.
У документальному фільмі «Сироти Аполлона» була описана електродинамічна прив'язь як технологія, яка повинна була використовуватися для утримання російської космічної станції «Мир» на орбіті.

### Прив'язна формація, літаюча
Це використання (зазвичай) непровідного троса для з'єднання декількох космічних апаратів. Запропонований в 2011 році експеримент з вивчення цієї техніки — це прив'язаний дослід для міжпланетних операцій на Марсі (TEMPO³).

### Універсальна система орбітальної підтримки
Теоретичний тип необертової прив'язної супутникової системи, це концепція для забезпечення космічного підтримання речей, підвішених над астрономічним об'єктом. Орбітальна система являє собою систему пов'язаних мас, в якій верхня опорна маса (А) розміщена на орбіті навколо даного небесного тіла, так що вона може підтримувати зважену масу (В) на певній висоті над поверхнею небесного тіла, але нижче ніж (А).

## Технічні труднощі

### Гравітаційно-градієнтна стабілізація
Опис сил, що сприяють підтриманню вирівнювання градієнта сили тяжіння в системі прив'язі.
Крім обертових, троси можуть бути також прямими за рахунок невеликого відмінності сили тяжіння по їх довжині.
Система необертових канатів має стійку орієнтацію, яка вирівняна уздовж локальної вертикалі (землі або іншого тіла). Зазвичай кожен космічний апарат має баланс гравітаційного (наприклад, Fg1) і відцентрового (наприклад, Fc1), але при зв'язуванні прив'яззю ці значення починають змінюватися відносно один одного. Це явище відбувається тому, що без прив'язі маса на великій висоті буде рухатися повільніше, ніж маса на більш низькій висоті. Система повинна рухатися з однією швидкістю, тому трос повинен уповільнити нижню масу і прискорити верхню. Відцентрова сила прив'язаною верхній частині тіла збільшується, в той час як сила меншої висоти зменшується. Це призводить до того, що відцентрова сила верхній частині тіла і гравітаційна сила нижньої частини тіла є переважальними. Ця різниця в силі, природним чином вирівнює систему по локальній вертикалі, як показано на малюнку.

### Атомарний кисень
Об'єкти на низькій навколоземній орбіті піддаються помітній ерозії від атомарного кисню через високі орбітальні швидкості удару молекул, а також їх високу реакційну здатність. Це може швидко зруйнувати прив'язь.

### Мікрометеорити і космічне сміття
Прості одноланцюгові прив'язі схильні до пошкоджень від мікрометеоритів і космічного сміття. З тих пір було запропоновано і випробувано кілька систем для поліпшення стійкості до забруднення:
- Військово-морська науково-дослідна лабораторія США успішно запустила канат довжиною 6 км і діаметром 2-3 мм із зовнішнім шаром обплетення Spectra 1000 і серцевиною з акрилової пряжі. Цей супутник, дослід з фізики і живучості (TiPS), був запущений в червні 1996 року і залишався в експлуатації протягом 10 років, а в липні 2006 року остаточно вийшов з ладу.
- Доктор Роберт Хойт [en] запатентував спроєктовану круглу мережу, так що деформації зрізаної нитки, будуть автоматично перерозподілятися навколо відірваною нитки. Це називається Хойтезер (англ. Hoytether Хойтезери) і теоретично живуть десятиліттями.
- Дослідники з JAXA також запропонували мережеві прив'язі для власних майбутніх місій.

Великі шматки сміття і раніше можуть розрізати більшість прив'язей, в тому числі вдосконалені версії, перераховані тут, але в даний час вони відстежуються на радарі і мають передбачувані орбіти. Трос можна ворушити, щоб ухилитися від відомих шматків сміття, або використовувати двигуни для зміни орбіти, уникаючи зіткнення.